# No Way Out 2006
No Way Out 2006 è stata l'ottava edizione dell'omonimo evento in pay-per-view prodotto dalla World Wrestling Entertainment. L'evento, esclusivo del roster di SmackDown!, si è svolto il 19 febbraio 2006 alla 1st Mariner Arena di Baltimora.

## Storyline
Il 29 gennaio 2006, alla Royal Rumble, Kurt Angle difese con successo il World Heavyweight Championship contro Mark Henry. Nel post match, The Undertaker fece il suo ritorno facendo esplodere il ring e lanciando un chiaro segnale ad Angle. Nella puntata di SmackDown! del 3 febbraio Angle accettò la sfida di The Undertaker per No Way Out e, la settimana successiva, giunse in soccorso del "Deadman" durante un match vinto per squalifica contro Mark Henry a causa dell'intervento degli MNM e di Daivari (manager di Henry). La settimana dopo, a SmackDown!, The Undertaker e Angle sconfissero gli MNM e Henry in un 3-on-2 Handicap match.
Alla Royal Rumble, durante l'omonimo incontro, Rey Mysterio vinse la contesa eliminando per ultimo Randy Orton. Nella puntata di SmackDown! del 3 febbraio Orton dichiarò che Mysterio non sarebbe stato in grado di sconfiggerlo in un match singolo, e lo sfidò pubblicamente per No Way Out. Mysterio accettò e il match venne dunque ufficializzato, con la stipulazione che, se Orton avesse vinto, sarebbe andato a WrestleMania 22 contro Kurt Angle per il World Heavyweight Championship al posto di Rey.

## Evento
Prima della messa in onda dell'evento, The Boogeyman sconfisse Simon Dean a Sunday Night Heat.

### Match preliminari
Il primo match dell'evento fu il Cruiserweight Open valevole per il Cruiserweight Championship tra il campione Gregory Helms e gli sfidanti Brian Kendrick, Funaki, Kid Kash, Nunzio, Paul London, Scotty 2 Hotty e Super Crazy. Durante le fasi iniziali del match, Helms si nascose all'esterno del ring, ma tutti i suoi avversari lo riportarono sul quadrato per poi attaccarlo. In seguito, Helms subì in successione la Sliced Bread #2 di Kendrick, una senton bomb di London e il Worm di Scotty. Psicosis tentò poi di approfittarne schienando Helms, però Kash interruppe lo schienamento. Kash eseguì poi la Dead Level su Psicosis e lo schienò, ma Crazy interruppe lo schienamento dopo aver colpito entrambi con un moonsault. Dato che tutti si trovavano a terra, Helms ne approfittò e schienò Psicosis per vincere il match e mantenere il titolo.
Il match successivo fu tra John "Bradshaw" Layfield e Bobby Lashley. Prima dell'inizio del match, Lashley venne attaccato da Finlay. Dopo aver effettuato la propria entrata, JBL approfittò della situazione venutasi a creare per attaccare Lashley e portarsi, così, in vantaggio nei suoi confronti. Una volta entrati sul ring, Lashley dominò il match, ma JBL lo lanciò poi all'esterno del quadrato per poi applicare su di lui una sleeper hold. In seguito, JBL tentò un attacco aereo dalla terza corda, però Lashley lo afferrò al volo e lo colpì con una powerslam. Lashley eseguì poi quattro belly to belly suplex ai danni di JBL, finché Finlay non gettò Tony Chimel all'interno del ring per distrarre l'arbitro. Mentre l'arbitro fu distratto, Finlay colpì Lashley con il suo shillelagh. Dato ciò, JBL eseguì la Clothesline from Hell su Lashley e lo schienò per vincere il match.
Il terzo match vide gli MNM (Joey Mercury e Johnny Nitro) affrontare Matt Hardy e Tatanka. Durante le fasi iniziali del match, Hardy e Tatanka controllarono il match, finché Nitro e Mercury non isolarono Hardy per poi attaccarlo ripetutamente. In seguito, Hardy diede il cambio a Tatanka, che colpì sia Nitro che Mercury con delle chop. Dopo che Tatanka lanciò Mercury all'esterno del ring, Melina interferì e distrasse Tatanka permettendo, così, a Nitro di colpire quest'ultimo con un dropkick sull'apron ring. Gli MNM dominarono poi la contesa, finché Tatanka non colpì Nitro con una clothesline per poi dare il cambio a Hardy. Pochi istanti dopo, Hardy tentò di eseguire la Twist of Fate su Nitro, ma quest'ultimo contrattaccò colpendo Hardy con un superkick. Hardy diede poi il cambio a Tatanka, il quale colpì sia Nitro che Mercury con una double tomahawk chop. Nel finale, Tatanka eseguì la Trail's End su Mercury, mentre Hardy eseguì la Twist of Fate su Nitro. Tatanka schienò poi Mercury per vincere il match ed ottenere una futura opportunità titolata insieme a Hardy per i WWE Tag Team Championship (detenuti proprio da Nitro e Mercury).

### Match principali
Il match seguente fu quello valevole per lo United States Championship tra il campione Booker T (con Sharmell) e lo sfidante Chris Benoit. Durante le fasi iniziali del match, Benoit confrontò Sharmell per poi essere attaccato da Booker. Benoit controllò poi il match dopo che eseguì una serie di suplex ai danni di Booker. In seguito, Booker finse di avere un infortunio all'inguine per distrarre sia Benoit che l'arbitro e, così facendo, lo stesso Booker ne approfittò per lanciare Benoit contro dei gradoni d'acciaio. Più avanti, Benoit si riprese ed eseguì una serie di german suplex su Booker per poi colpirlo con i Three Amigos. Dopodiché, Booker tentò di colpire Benoit con lo Houston Hangover, ma Benoit schivò la manovra per poi eseguire un'altra serie di german suplex sul campione. Benoit tentò poi di colpire Booker con il diving headbutt, però Sharmell salì sull'apron ring e distrasse Benoit consentendo, così, a Booker di contrattaccare la manovra aerea e di eseguire lo Scissors Kick su Benoit. Booker schienò poi Benoit, ma quest'ultimo si liberò dallo schienamento dopo un conteggio di due. Successivamente, dopo che Sharmell interferì ancora una volta, Booker schienò Benoit con un roll-up, però Benoit rovesciò la manovra nella Sharpshooter. Booker si liberò dalla presa di sottomissione per poi tentare di eseguire lo Scissors Kick, ma Benoit evitò il tutto e riapplicò la Sharpshooter sul campione. Nel finale, dopo che Booker uscì dalla presa, Benoit applicò la Crippler Crossface su Booker e lo forzò alla resa per vincere il match e conquistare il titolo.
Il quinto match fu tra Rey Mysterio e Randy Orton; se Orton avesse vinto, avrebbe sottratto a Mysterio la sua opportunità titolata per un match per il World Heavyweight Championship a WrestleMania 22. Durante le fasi iniziali del match, Orton dominò Mysterio. In seguito, Mysterio tentò di eseguire una hurricanrana su Orton, ma quest'ultimo lo afferrò al volo per poi lanciarlo contro un paletto di sostegno del ring, infortunandolo ad una mano. Dato ciò, Orton continuò ad attaccare il braccio e la mano già danneggiati di Mysterio. Successivamente, Mysterio ruppe il dominio di Orton dopo l'esecuzione di una hurricanrana; tuttavia, dopo aver eseguito la manovra, Mysterio atterrò sul tappeto con la mano infortunata andando, così, ad aggravarne il danno. Orton tentò poi di eseguire un electric chair drop su Mysterio, però quest'ultimo contrattaccò eseguendo un sunset-flip powerbomb su Orton per poi schienarlo. Ciononostante, Orton si liberò dallo schienamento dopo un conto di due. Nel finale, Mysterio colpì Orton con un dropkick per poi tentare di eseguire la 619, ma Orton schivò la manovra e schienò Mysterio con un roll-up, facendo illegalmente leva sulle corde del ring, per vincere il match.
Il main event fu il match per il World Heavyweight Championship tra il campione Kurt Angle e lo sfidante The Undertaker. Durante le fasi iniziali del match, The Undertaker si portò in vantaggio nei confronti di Angle dopo l'esecuzione della Old School e dello Snake Eyes. In seguito, Angle eseguì un german suplex su The Undertaker per poi lanciarlo oltre una barricata di sicurezza. Successivamente, The Undertaker si riprese e gettò Angle contro un paletto di sostegno del ring per poi colpirlo con un guillotine leg drop sull'apron ring. Rientrati sul quadrato, The Undertaker tentò di eseguire la Chokeslam su Angle, ma il campione contrattaccò calciando ripetutamente la gamba sinistra del Deadman. Angle continuò ad attaccare la gamba di The Undertaker per poi applicare su di lui la Ankle Lock. The Undertaker si liberò poi dalla presa di sottomissione e lanciò Angle all'esterno del ring per poi tentare di eseguire un altro guillotine leg drop; tuttavia, Angle rovesciò la manovra e riapplicò la Ankle Lock su The Undertaker all'esterno del ring. Dopo essere rientrati sul quadrato, Angle intrappolò per la terza volta The Undertaker nella Ankle Lock, ma quest'ultimo contrattaccò applicando una triangle choke sull'Olympic Hero. Dopo che Angle uscì dalla presa, i due iniziarono a lottare all'esterno del ring, dove Angle schiantò The Undertaker attraverso il tavolo dei commentatori dopo l'esecuzione della Angle Slam. Dopodiché, una volta tornati sul ring, The Undertaker colpì Angle con un big boot per poi eseguire su di lui la Chokeslam e schienarlo; tuttavia, Angle si liberò dallo schienamento dopo un conteggio di due. Pochi istanti dopo, Angle eseguì la Angle Slam su The Undertaker e lo schienò, ma il Deadman evase dallo schienamento dopo un conto di due. Nel finale, The Undertaker applicò una triangle choke su Angle, però il campione rovesciò la presa schienando The Undertaker con un roll-up per vincere il match e mantenere il titolo.

## Risultati
| #    | Incontri | Stipulazioni                                                                                 | Durata |
| ---- | --- | -------------------------------------------------------------------------------------------- | ------ |
| Heat | The Boogeyman ha sconfitto Simon Dean                                                                                        | Single match                                                                                 | 01:55  |
| 1    | Gregory Helms (c) ha sconfitto Brian Kendrick, Funaki, Kid Kash, Nunzio, Paul London, Psicosis, Scotty 2 Hotty e Super Crazy | Cruiserweight open challenge per il WWE Cruiserweight Championship                           | 09:42  |
| 2    | John "Bradshaw" Layfield (con Jillian Hall) ha sconfitto Bobby Lashley                                                       | Single match                                                                                 | 10:58  |
| 3    | Matt Hardy e Tatanka hanno sconfitto MNM (con Melina)                                                                        | Tag team match                                                                               | 10:28  |
| 4    | Chris Benoit ha sconfitto Booker T (c) (con Sharmell) per sottomissione                                                      | Single match per il WWE United States Championship                                           | 18:13  |
| 5    | Randy Orton ha sconfitto Rey Mysterio                                                                                        | Single match per determinare lo sfidante al World Heavyweight Championship a WrestleMania 22 | 17:28  |
| 6    | Kurt Angle (c) ha sconfitto The Undertaker                                                                                   | Single match per il World Heavyweight Championship                                           | 29:38  |